# Kristi Terzian
Kristi Terzian (* 22. April 1967 in Sanger, Kalifornien) ist eine  US-amerikanische Skirennläuferin.
Das beste Weltcupergebnis erreichte die US-Amerikanerin in der Saison 1990 als 2. im Riesenslalom  von Stranda (NOR) hinter der Französin Carole Merle. In derselben Saison wurde sie 13. im Gesamtweltcup.